# Indianola (Waszyngton)
Indianola – jednostka osadnicza w Stanach Zjednoczonych, w stanie Waszyngton, w hrabstwie Kitsap.